# Memantin
Memantin er et lægemiddel til behandling af moderat til svær Alzheimers sygdom og Lewy Body demens. Memantin er en NMDA-receptor antagonist, dvs. at stoffet binder til og blokerer for denne receptor.
Memantin blev oprindeligt udviklet af Eli Lilly i 1968. Pr. februar 2013 var der tre præparater med memantin på det danske marked:
- Axura, fremstillet af Merz Pharma
- Ebixa®, fremstillet af Lundbeck
- Mentixa, fremstillet af HCS